# Ludwig Borchardt
Ludwig Borchardt (Berlín, 5 d'octubre de 1863 - París, 12 d'agost de 1938) fou un egiptòleg i arquitecte alemany.
Borchardt va estudiar arquitectura i més tard egiptologia sota el mestratge d'Adolf Erman. En 1895 va viatjar al Caire i va editar, amb Gaston Maspero, el catàleg del Museu d'Antiguitats Egípcies. Va excavar a Abusir al-Melek, tot i que és més conegut pel seu treball del temple de Niuserre a Abu Ghurab. El 1907 va fundar l'Institut Alemany d'Arqueologia del Caire (Kaiserlich Deutsches Institut für Ägyptische Altertumkunde), avui seu del Caire de l'Institut Arqueològic Alemany (Deutsches Archäologisches Institut, DAI), i en fou el seu director fins a 1928.

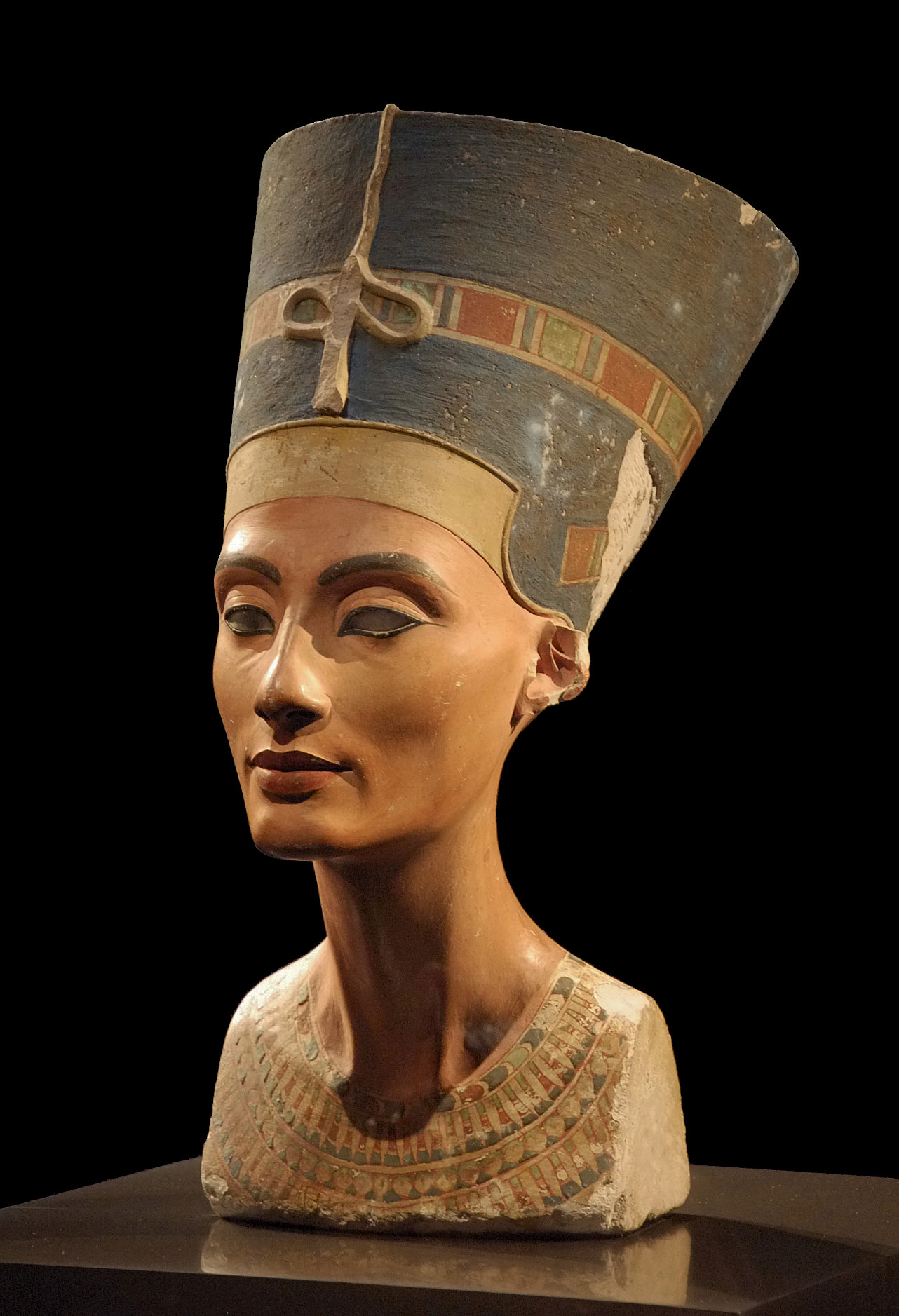
El Bust de Nefertiti, trobat per Ludwig Borchardt en 1912 a Al-Amārna.

El seu principal objectiu era l'antiga arquitectura egípcia. Va realitzar excavacions a Al-Amārna per a la Societat Oriental Alemanya (Deutsche Orient-Gesellschaft) on va descobrir el taller de l'escultor  Tutmose, que albergava el bust de Nefertiti (actualment al Museu Egipci de Berlín). També va dirigir excavacions a Heliòpolis i en diverses tombes de nobles de l'Imperi Antic d'Egipte a Abu Ghurab.
Va examinar succintament la piràmide de Seila (quarta dinastia), situada entre el gran oasi d'El Faium i la riba occidental del Nil.
Va morir a la ciutat de París, el 12 d'agost de 1938.
El New York Times va informar el 1929 que els egipcis volien que el bust de la reina Nefertiti tornés a Egipte. Recentment, han ressorgit controvèrsies en afirmar que el bust de Nefertiti es va treure d'Egipte amb l'excusa que era un simple objecte de guix sense valor.

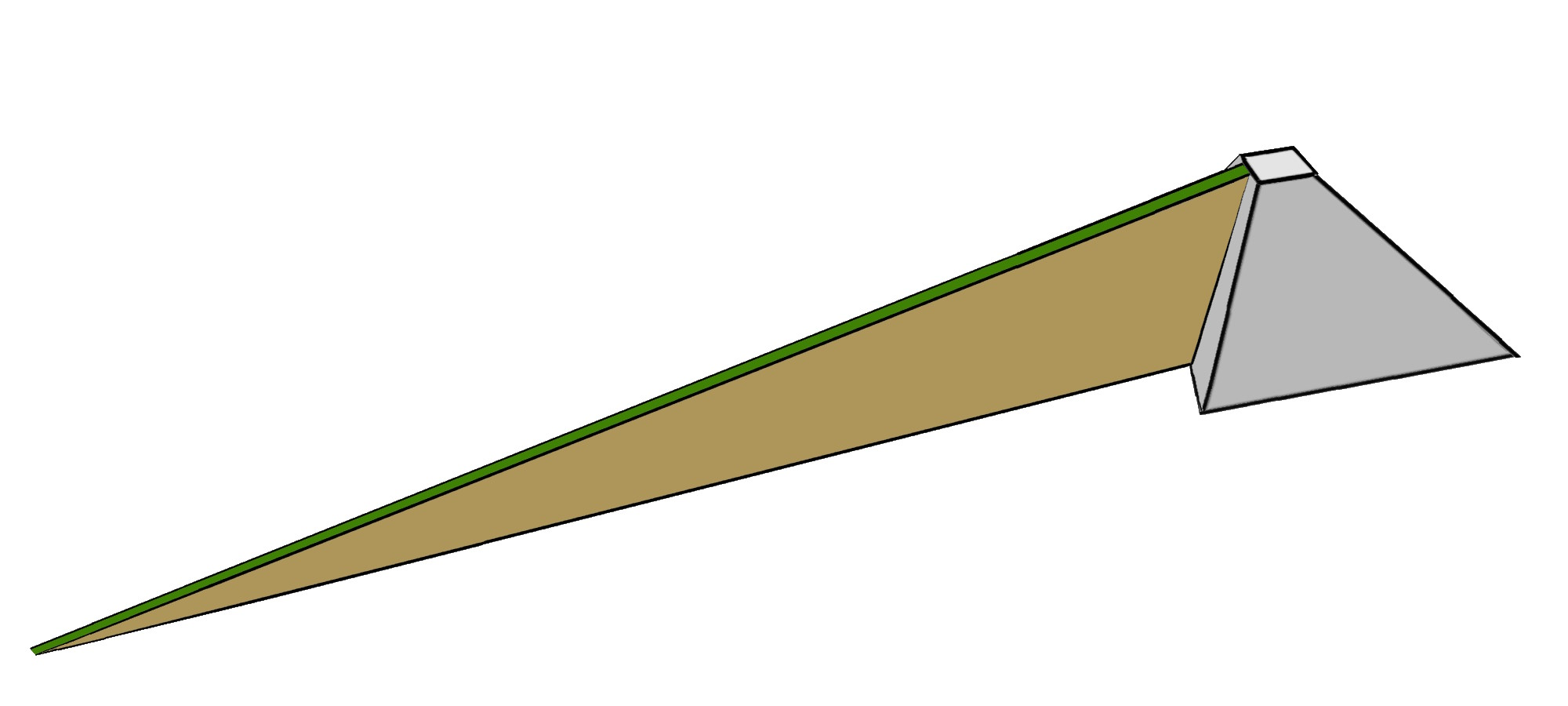
Model de rampa de Ludwig Borchardt

El 1928 va publicar una proposta per construir la Piràmide de Keops. S'utilitza una rampa exterior que va verticalment cap a la piràmide i creix amb l'alçada de la piràmide.

## Publicacions
- Baugeschichte des Amontempels von Karnak (1905)
- Die Annales und die zeitliche Festlegung des ägyptischen Alten Reiches der Geschichte (1917)
- Quellen und Forschungen zur Geschichte Zeitbestimmung der Ägyptischen (1917-1938)
- Porträts der Königin Nofret-ete aus den Grabungen 1912/13 in Tell el-Amarna. Hinrichs, Leipzig 1923 (= Ausgrabungen der Deutschen Orient-Gesellschaft in Tell el-Amarna. Volum 3; = Wissenschaftliche Veröffentlichungen der Deutschen Orient-Gesellschaft. Volum 44).